# Отделение № 4 Опытного Хозяйства СибНИИСХОЗа
Отделение № 4 Опытного Хозяйства СибНИИСХОЗа, известно также как посёлок Отделение № 4 ОПХ Сибниисхоза, посёлок Отделения № 1 Опытного Хозяйства СибНИИСХОЗа, отделение № 4 — населённый пункт в Таврическом районе Омской области России. Входит в состав Новоуральского сельского поселения. Население 244 чел. (2010) .

## История
В соответствии с Законом Омской области от 30 июля 2004 года № 548-ОЗ «О границах и статусе муниципальных образований Омской области» посёлок вошёл в состав образованного муниципального образования «Новоуральское сельское поселение».

## География
Отделение № 4 Опытного Хозяйства СибНИИСХОЗа находится на юге региона.

## Население
| 2010 |
| ---- |
| 244  |

Гендерный состав
По данным Всероссийской переписи населения 2010 года в гендерной структуре населения из 244 человек мужчин — 115, женщин — 129 (47,1 и	52,9 % соответственно).
Национальный состав
Согласно результатам переписи 2002 года, в национальной структуре населения русские составляли 77 % от общей численности населения в 313 чел..

## Инфраструктура
Развитое сельское хозяйство.

## Транспорт
Асфальтированная автодорога.